# Agatrix agassizii
Espèce
Synonymes
- Cancellaria agassizii Dall, 1889[2]

Agatrix agassizii est une espèce de gastéropodes de la famille des Cancellariidae.